# Cristóbal Acosta
Cristóvão da Costa, conosciuto anche col nome spagnolo di Cristobal Acosta (Tangeri, 1515 – Huelva, 1594), è stato un medico e naturalista portoghese.
Egli è considerato un pioniere dello studio delle piante orientali e in particolar modo del loro uso in farmacologia.
Tra le sue opere si ricorda il  Trattato sulle droghe e medicine delle Indie Orientali (1578, in spagnolo), contenente osservazioni sulle droghe Orientali (nell'opera menziona, tra le altre, il bangue, una miscela preparata a partire dalla cannabis). Un altro lavoro di rilievo è il Trattato sulle erbe, piante, frutti e animali, ma questa trattazione si considera ad oggi perduta.
Si riteneva fosse nato in Portogallo, più probabilmente nell'isola di Capo Verde o in un qualche altro possedimento Portoghese in Africa. Nulla si sa riguardo alla sua educazione.
Da Costa viaggiò per la prima volta nelle Indie Orientali nel 1550 come soldato. Egli prese parte ad alcune campagne militari contro la popolazione indigena, ma fu catturato e tenuto prigioniero nel Bengala.
Dopo il ritorno in Portogallo, si riunì con un suo precedente capitano, Luís de Ataíde, che fu nominato viceré dell'India. Tornò quindi nel piccolo stato indiano di Goa nel 1568. Nel 1569 fu nominato medico nell'ospedale reale di Cochim. A partire dal 1571, egli raccolse numerose specie botaniche provenienti da varie parti dell'India. Ritornò in Portogallo nel 1572 dopo la conclusione del mandato di Ataíde come viceré.
Dal 1576 al 1587 egli servì come chirurgo e poi medico a Burgos, in Spagna. Quando sua moglie morì, da Costa si ritirò e visse come eremita sino alla morte che avvenne nel 1594 ad Huelva in Spagna.
Il cratere Acosta sulla Luna venne così chiamato in suo onore.